# Precio de demanda
El precio de demanda es el precio máximo al que el comprador está dispuesto a pagar. 
En una compraventa, el precio de demanda se contrasta con el precio de oferta, y a la diferencia entre ellos se le llama diferencial o margen de compraventa.
Una demanda no solicitada o una oferta de compra es cuando una persona o compañía recibe una demanda aun cuando no buscan vender. Una guerra de demandas se dice que ocurre cuando dos o más entidades lanzan un gran número de ofertas en una sucesión rápida, especialmente cuando el precio a pagar es mucho mayor que el precio de oferta, o mayor que la primera demanda en el caso de una demanda no solicitada.
En el contexto del stock de compraventa en bolsa, el precio de demanda es el precio más alto que un comprador de stock está dispuesto a pagar para compartir ese stock. El precio de demanda que se muestra en la mayoría de los servicios de la mayoría de las cotizaciones es el precio de demanda más alto en el mercado bursátil.
Por el contrario, el precio de oferta es el precio más bajo al que el vendedor de un stock particular está dispuesto a vender una parte del stock dado. El precio de oferta o de demanda que se muestra es el más bajo de los precios de compraventa ofrecidos en el mercado bursátil.